# Палей, Джон
Палей Джон ( англ. Paley John 6 февраля 1871, Радошковичи, Минской губернии — 23 декабря 1897, Нью-Йорк ) — американский писатель на идише, публицист, драматург.

## Биография
Палей Иона родился в семье еврейского учёного Хаима Палея и Хаи Чертковой. В возрасте 13 лет поступил в Воложинскую иешиву, затем пару лет он провёл в Либаве, где получил общее образование, а также обучался в иешиве Ицхака-Эльханана в Ковно. В 1888 эмигрировал в США. В 1889-91 редактор-издатель газеты «Дер фолкс адвокат» (Нью-Йорк), в 1891-92 — «Идише Прессе» (Филадельфия), основатель газеты «Дер фолксвехтер» (1892). Покончил жизнь самоубийством.

### Произведения
- «Ди русише гелдн» («Русские герои») (1888)
- «Русские нигилисты и убийство русского царя» (1889)
- «Дер мабл фун Джонстон» («Потоп из Джонстона») (1890)
- «Дос лебн ин Америке, одер ди гегеймнисе фун Нью-Йорк» («Жизнь в Америке, или Тайны Нью-Йорка») (1891–92)
- «Ди шварце хевре, одер Нью-Йорк байтог ун байнахт» («Черная банда, или Нью-Йорк днем и ночью») (1900)
- «Уриель Акоста» (1900)
- «Дер гегеймер шлос, одер гас ун либе» («Тайный замок, или Ненависть и любовь») (1905)